# رافائل دلریه‌گو
 رافائل دلریه‌گو (انگلیسی: Rafael del Riego؛ ۹ آوریل ۱۷۸۴ – ۷ نوامبر ۱۸۲۳) یک ارتشبد، و سیاست‌مدار اهل اسپانیا بود.